# Молиначо (Перуђа)
Молиначо је насеље у Италији у округу Перуђа, региону Умбрија.
Према процени из 2011. у насељу је живело 68 становника. Насеље се налази на надморској висини од 321 м.